# Rödvårtig kejsarduva
Rödvårtig kejsarduva (Ducula rubricera) är en fågel i familjen duvor inom ordningen duvfåglar.

## Utseende
Rödvårtig kejsarduva är en stor och kraftig duva med en kroppslängd på 40 cm. Den är ljus på övre delen av ryggen, huvudet, halsen, strupen och bröstet, hos underarten rufigula (se nedan) med skär anstrykning. Ovan näbben syns en distinkt stor rödaktig (ibland gulaktig) vårtliknande knöl, därav namnet. Vingtäckarna är gröna med smaragd-, brons- eller guldfärgad glans. Armpennor och stjärt är mörkare med blåaktig anstrykning, medan handpennorna är blåsvarta. Undersidan av vingen är dämpat gråfärgad. Benen är purpurröda.

## Utbredning och systematik
Rödvårtig kejsarduva delas in i två underarter med följande utbredning:
- Ducula rubricera rubricera – förekommer i Bismarckarkipelagen
- Ducula rubricera rufigula – förekommer i Salomonöarna (utom Rennell)

## Status
Arten har ett stort utbredningsområde, men minskar i antal, dock inte tillräckligt kraftigt för att anses vara hotad. Internationella naturvårdsunionen IUCN kategoriserar arten som livskraftig. Beståndet uppskattas till mellan 150 000 och 750 000 vuxna individer.